# Chris Thile
Chris Thile (* 20. února 1981) je americký zpěvák a mandolinista, člen skupin Punch Brothers a Nickel Creek.

## Život
Narodil se ve městě Oceanside v Kalifornii a hudbě se věnoval již od dětství. Ve svých pěti letech začal hrát na mandolínu a již roku 1989 založil spolu s dalšími členy rodiny kapelu Nickel Creek. Skupina vystupovala až do roku 2007, do té doby vydala celkem pět studiových alb. O sedm let později byla obnovena a vydala i nové album. V roce 1994 vydal své první sólové album Leading Off. V následujících letech vyšlo ještě několik jeho sólových alb. Od roku 2006 vystupuje se skupinou Punch Brothers a v roce 2011 vydal společné album se Stuartem Duncanem, Edgarem Meyerem a violoncellistou Yo-Yo Ma nazvané The Goat Rodeo Sessions. V roce 2013 se oženil s herečkou Claire Coffee.

## Sólová diskografie
- Leading Off (1994)
- Stealing Second (1997)
- Not All Who Wander Are Lost (2001)
- Deceiver (2004)
- How to Grow a Woman from the Ground (2006)
- Bach: Sonatas and Partitas (2013)